# Uskrsni krijes
Uskrsni krijes obično je krijes koji se pali na Uskrs kao dio liturgijskih i kulturnih slavlja.

## Liturgija
Obredni čin blagoslova novoga ognja, paljenje uskrsne svijeće na novome ognju i njezino unošenje u crkvu koja je u tami te svečani hvalospjev uskrsnoj svijeći, kroz jedinstveni simbolizam svjetla pripovijedaju otajstvo uskrsnuća. Kršćanska je vjera spomen na Kristovo uskrsnuće rado slavila obredom svjetla.
Vatra se koristi u svečanim rimokatoličkim, luteranskim, reformiranim, anglikanskim i metodističkim slavljima vazmenog bdijenja koje se održava nakon zalaska sunca na Veliku subotu, završavajući Vazmeno trodnevlje. Takva se vatra može koristiti za paljenje uskrsne svijeće ili drugih svijeća koje se simbolično koriste prije ili tijekom mise ili drugog vjerskog slavlja.
Prema istočno-pravoslavnoj tradiciji blagodatnog ognja, vjernici pale svijeće s vazmenog trikiriona tijekom službe subotnje ponoćke, dok se pjeva tropar.
Kao sakrament uspomene na Isusovo uskrsnuće, katolička misa po rimskom obredu počinje velikim slavljem svjetla (Lucernarium): ispred crkve se pali otvorena vatra koju svećenik blagoslovi; kad se pali vazmena svijeća, zajednica svečano ulazi u mračnu crkvu pjevajući Lumen Christi (Svjetlo Kristovo) i Deo gratias (Bogu hvala).

## Narodni običaji
Sezona paljenja obrednih vatri počinjala je u proljeće te je ponajprije pratila niz uskrsnih običaja. Tu je najprije obnova kućne vatre na Veliku subotu, u najužoj vezi s crkvenim obredom blagoslova vatre: svećenik je na jutarnjoj misi blagoslivljao svijeće te zapaljenu gomilu drva pred crkvom koju su unaprijed priredili mještani. 
Nadalje, na Veliku subotu ili na sam Uskrs rano prije zore u sjeverozapadnoj Hrvatskoj (Hrvatsko zagorje, Prigorje, Međimurje) i u gradišćanskih Hrvata palio se uskrsni krijes (vuzmenka, vuzmica, vuzemlica, vuzelnica, kris, vazmenka); običaj je poznat u Slovenaca, Austrijanaca, Nijemaca, općenito alpskih naroda. Etnolozi smatraju da se paljenje uskrsnoga krijesa raširilo u sjeverozapadnim dijelovima Hrvatske preko slovenskih zemalja kao vrlo značajan i raširen srednjoeuropski običaj.
U većem dijelu Austrije i nekim dijelovima Slovenije, Hrvatske i Njemačke i dr. popularan je običaj paljenja uskrsne vatre tijekom vazmenog bdijenja. Osobito u alpskom području vazmena se vatra od davnina smatrala sastavnim dijelom vazmenog bdijenja. Uskrsni krijes visok nekoliko metara, pali se na obroncima planina ili u dolini. Vatre se obično pale nakon mise uskrsnuća ili nakon obiteljskog slavlja Uskrsa u ugodnoj atmosferi. Običaji se razlikuju od zemlje do zemlje.

## Galerija
- Uskrsni krijes u Njemačkoj.
- Uskrsni krijes u Nizozemskoj.
- Uskrsni krijes u Austriji.
- Građani oko uskrsnoga krijesa u Berlinu.